# 盧齊卿
卢齐卿（?—?），唐朝幽州涿县人，隋朝散骑侍郎卢思道曾孙，太子率更令、范陽郡公卢赤松之孙，齐州长史卢承泰之子，卢承庆、卢承业的侄子。

## 生平
武周长安初年，卢齐卿为雍州录事参军。武则天令雍州长史薛季旭推荐僚属中可以担任御史之人，薛季旭询问卢齐卿，卢齐卿推荐长安县尉卢怀慎、李休光、万年县尉李乂、崔湜、咸阳县丞倪若水、盩厔县尉田崇辟（田崇壁）、新丰县尉崔日用，后来他们都位至显官。卢齐卿开元初年为豳州刺史。张守珪为果毅，卢齐卿礼遇他，说不出十年，你当节度幽、凉，为国家重将，愿以子孙相托。果如其言，时人称卢齐卿有识人之鉴。卢齐卿年幼时，孙思邈对他说，你五十年后官至方伯，我孙子当为你的属吏，愿自爱。当时孙思邈之孙孙溥尚未出生。后来卢齐卿为徐州刺史，孙溥为徐州萧县县丞。徐州刺史卢齐卿去谒见隐士王希夷，王希夷说：“孔子称‘己所不欲，勿施于人’，可以终身行之矣。”卢齐卿喜饮酒，喝到一斗多也不乱性，宽厚可亲，士友以此亲善他。官至太子詹事，封广阳县公，去世。

## 子孙
- 卢成务，壽、杭、濮、洺、魏五州刺史[7]
- 卢成轨
  - 卢佋，御史中丞
  - 卢倕，衡州刺史
  - 卢侃，戶部郎中
  - 卢侣
    - 卢权
    - 卢拱
    - 卢拯
- 卢成麟
  - 卢俶，趙州刺史
- 卢成节
  - 卢起信